# Сигрид
Сигрид (норв. Sigrid, полное имя — Сигрид Сольбакк Робе (норв. Sigrid Solbakk Raabe), род. 5 сентября 1996 года, Олесунн, Норвегия) — норвежская певица, автор песен и танцовщица. В 2017 году она добилась международного успеха с синглом  Don’t Kill My Vibe и получила награду BBC Music Sound of 2018. Также достаточную популярность обрела после создания саундтрека к фильму «Лига справедливости» под названием Everybody Knows.

## Биография

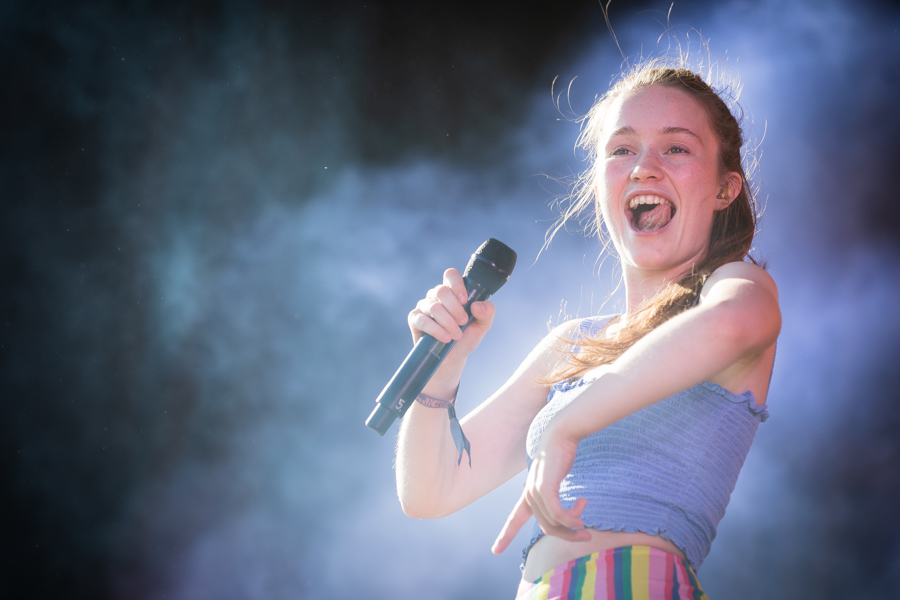
2018

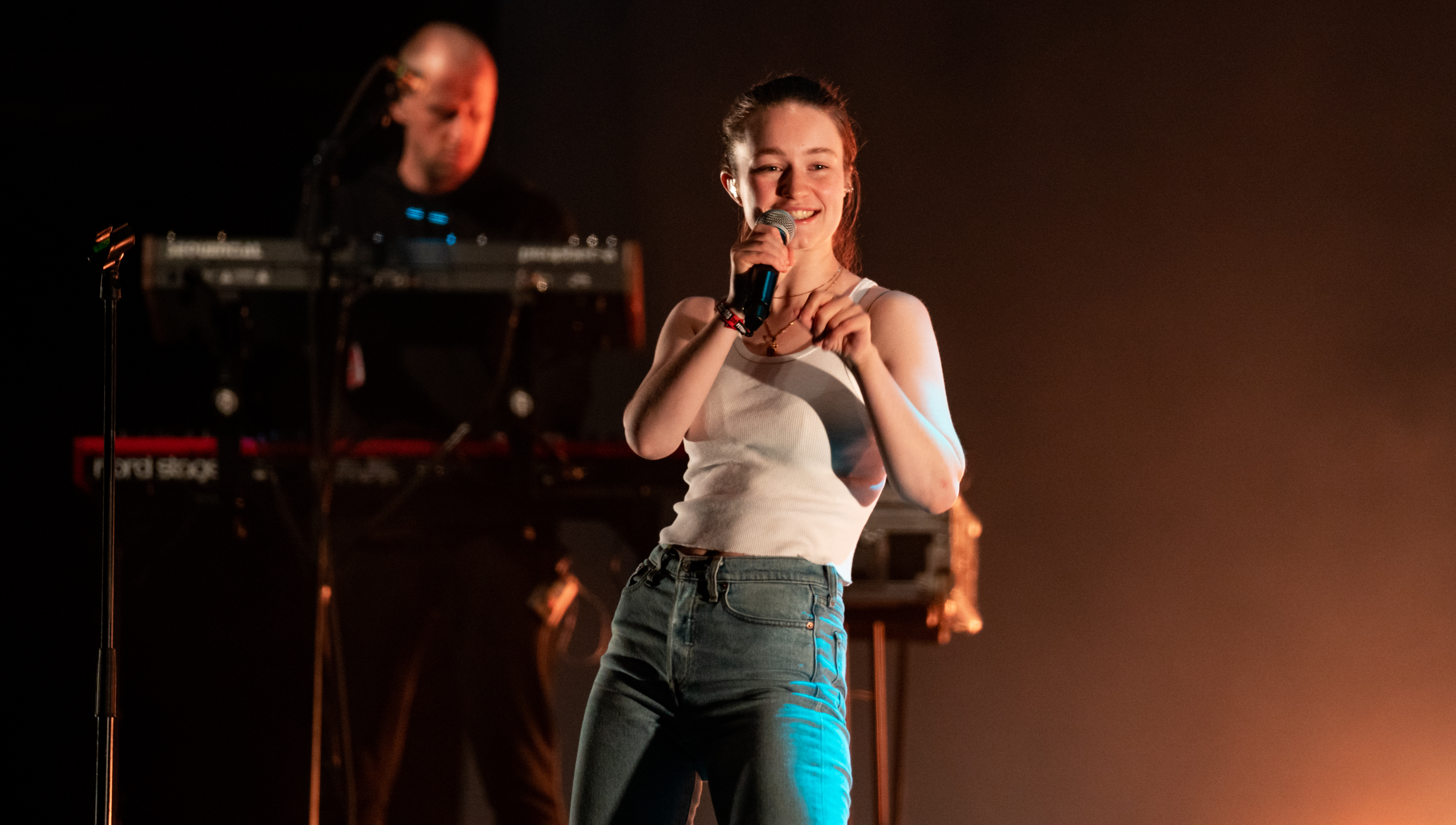
2019

Сигрид родилась в норвежском городе Олесунн. У неё есть брат Теллеф, музыкант, и сестра Йоханна. В детстве на Сигрид оказали влияние такие музыканты, как Джони Митчелл, Адель и Нил Янг. Когда Сигрид было 17 лет, она вместе со своей сестрой создала группу «Sala Says Mhyp», названную в честь её умершего кота.
Сейчас певица проживает в Бергене.

## Карьера
Сигрид начала музыкальную карьеру в 2013 году, выпустив сингл «Sun», который стал прорывом в Норвегии. После этого певица присоединилась к лейблу Petroleum Records, а на следующий год приняла участие в фестивале норвежской музыки.
В 2016 году Сигрид подписала контракт с лейблом Island Records, на котором в 2017 году выпустила первый профессиональный сингл «Don’t Kill My Vibe». Песня попала в чарты Норвегии, Австралии и Великобритании. Симлиш-версия песни стала частью саундтрека игры «The Sims 4: Родители». Также с этой песней Сигрид выступила на Фестивалях в Рединге и Лидсе в августе 2017 года. В 2018 году Сигрид получила награду BBC Music Sound of 2018. 10 февраля 2018 года Сигрид стала гостьей музыкальной передачи для детей «The Playlist». Спустя месяц певица стала обладательницей норвежской музыкальной премии в номинации «Дебютант года».

## Дискография

### Студийные альбомы
| Название           | Информация                                                                              |
| ------------------ | --------------------------------------------------------------------------------------- |
| Don’t Kill My Vibe | - Релиз: 5 мая 2017 - Лейбл: Island Records - Формат: цифровая дистрибуция, винил       |
| Raw                | - Релиз: 10 июля 2018 - Лейбл: Island Records - Формат: цифровая дистрибуция, CD, винил |
| Sucker Punch       | - Релиз: 8 марта 2019 - Лейбл: Island Records - Формат: цифровая дистрибуция, CD, винил |
| How to Let Go      | - Релиз: 6 мая 2022 - Лейбл: Island Records - Формат: цифровая дистрибуция, CD, винил   |

### Синглы
- «Don’t Kill My Vibe» (28-е место в чарте Норвегии[11], дважды платиновый статус в Норвегии[20]).
- «Plot Twist» (Золотая сертификация в Норвегии[20]).
- «Strangers» (1-е место в чартах Хорватии[21] и Шотландии[22], 6-е место в Норвегии[23] и платиновый статус[20], 10-е место в чарте Великобритании[13]).
- «Raw»
- «High Five»
- «Schedules»
- «Sucker Punch»
- «Don’t feel like crying»